# Karel Hanika
Karel Hanika (ur. 14 kwietnia 1996 w Brnie) – czeski motocyklista, który obecnie ściga się w najniższej klasie Motocyklowych Mistrzostw Świata, Moto3.

## Droga do MotoGP

### Przed MMŚ
Hanika ściganie rozpoczął w wieku 6 lat. Pierwszy duży sukces przyszedł w sezonie 2005, kiedy to wygrał mistrzostwo Czech w klasie Junior A, wygrał tę samą klasę w Austrii. Sezon 2008 to wicemistrzostwo Europy Junior B, potem przeniósł się do minibikeów, a następnie serii Alpe Adria (motocykle o pojemności 125cm3). W 2012 Karel stał się regularnym uczestnikiem serii Red Bull Rookies, przedsionka do MotoGP, debiutując udało mu się ukończyć zmagania na 3. miejscu w generalce, rok później był już mistrzem.

## Moto3
Bardzo dobre wyniki uzyskane w pucharze Red Bull Rookies nie umknęły uwadze szefom zespołów Moto3 i Hanika podpisał kontrakt z czołowym zespołem kategorii – Red Bull KTM Ajo.

## Statystyki

### Sezony
| Sezon | Klasa | Motocykl | Wyścigi | Wygrane | Podia | PP | NO | Pkt. | Poz. |
| ----- | ----- | -------- | ------- | ------- | ----- | -- | -- | ---- | ---- |
| 2014  | Moto3 | KTM      | 18      | 0       | 0     | 0  | 0  | 44   | 18   |
| 2015  | Moto3 | KTM      | 18      | 0       | 0     | 0  | 0  | 43   | 18   |
| 2016  | Moto3 | KTM      | 5       | 0       | 0     | 0  | 0  | 0*   | NS*  |
| Razem |       |          | 41      | 0       | 0     | 0  | 0  | 87   |      |

* – sezon w trakcie

### Starty
| Sezon | Klasa | Motocykl | 1      | 2      | 3      | 4      | 5      | 6      | 7      | 8      | 9      | 10     | 11     | 12     | 13     | 14     | 15     | 16     | 17     | 18     | Poz. | Pkt. |
| ----- | ----- | -------- | ------ | ------ | ------ | ------ | ------ | ------ | ------ | ------ | ------ | ------ | ------ | ------ | ------ | ------ | ------ | ------ | ------ | ------ | ---- | ---- |
| 2014  | Moto3 | KTM      | QAT 14 | AME 10 | ARG NU | SPA 19 | FRA NU | ITA 10 | CAT 14 | NED NU | GER NU | IND 13 | CZE 15 | GBR 12 | RSM NU | ARA 23 | JPN 12 | AUS 13 | MAL 9  | VAL 10 | 18   | 44   |
| 2015  | Moto3 | KTM      | QAT 13 | AME 10 | ARG 7  | SPA 22 | FRA 20 | ITA 28 | CAT NU | NED 8  | GER 13 | IND 12 | CZE 26 | GBR NU | RSM 21 | ARA NU | JPN 8  | AUS 14 | MAL NU | VAL NU | 18   | 43   |
| 2016  | Moto3 | Mahindra | QAT 30 | ARG 24 | AME NU | ESP NU | FRA NU | ITA    | CAT    | NED    | GER    | AUT    | CZE    | GBR    | SMR    | ARA    | JPN    | MAL    | AUS    | VAL    | NS*  | 0*   |

* – sezon w trakcie